# Université des sciences appliquées du Saimaa
L'université des sciences appliquées du Saimaa (en finnois : Saimaan ammattikorkeakoulu) est une université publique située à Lappeenranta et Imatra en Finlande. 

## Campus
Ses campus sont à  Lappeenranta et Imatra.
Le campus de  Lappeenranta, situé dans le quartier de Skinnarila, regroupe l'université des sciences appliquées du Saimaa et l'université de technologie de Lappeenranta.

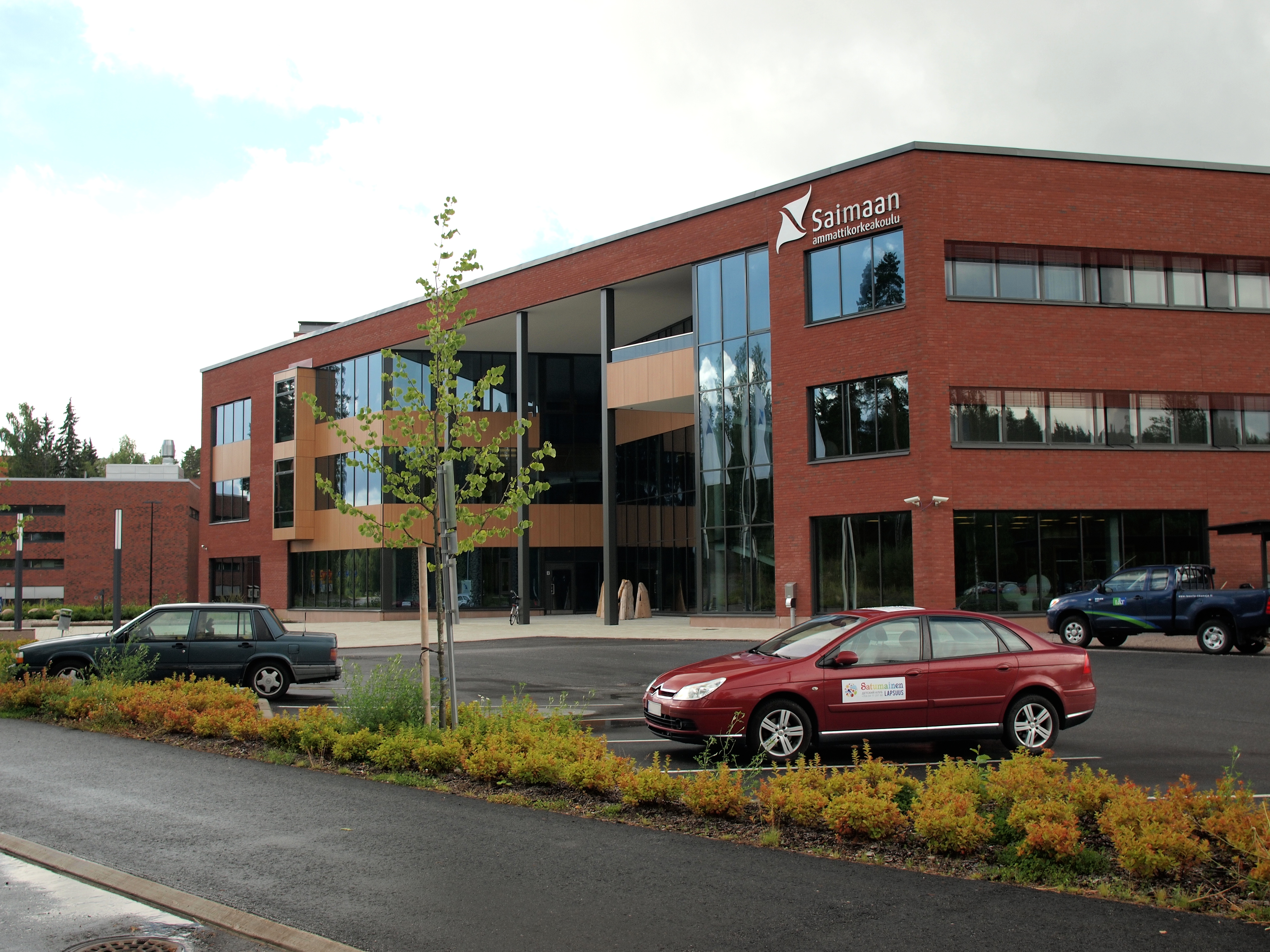
L'Université des sciences appliquées du Saimaa, campus de Lappeenranta.

## Programmes et filières d'enseignement
- Technologie
- Santé et protection sociale
- Gestion des affaires
- Hôtellerie et restauration
- Arts visuels